# Girl with No Face
Girl with No Face è il terzo album in studio della cantante canadese Allie X, pubblicato nel 2024.

## Tracce
Testi e musiche di Alexandra Hughes, eccetto dove indicato.
1. Weird World – 3:58
2. Girl with No Face – 4:23 (Hughes, George Pimentel)
3. Off with Her Tits – 3:16
4. John and Jonathan – 4:22 (Hughes, Yannick Lecomte)
5. Galina – 4:30
6. Hardware Software – 2:28
7. Black Eye – 4:32 (Hughes, Pimentel)
8. You Slept on Me – 4:11
9. Saddest Smile – 3:07
10. Staying Power – 4:12
11. Truly Dreams – 4:33 (Hughes, Pimentel)